# Lola (film 2009)
Lola è un film del 2009 diretto da Brillante Mendoza.